# Chaetexorista ocellaris
Chaetexorista ocellaris är en tvåvingeart som först beskrevs av Charles Howard Curran 1927.  Chaetexorista ocellaris ingår i släktet Chaetexorista och familjen parasitflugor. Inga underarter finns listade i Catalogue of Life.